# Anthemis plutonia
Anthemis plutonia là một loài thực vật có hoa trong họ Cúc. Loài này được Meikle mô tả khoa học đầu tiên năm 1983.